# Vương quốc Westphalia
Vương quốc Westphalia (tiếng Đức: Königreich Westphalen; tiếng Pháp: Royaume de Ouestphalie; tiếng Anh: Kingdom of Westphalia) là một quốc gia chư hầu của Đệ Nhất Đế chế Pháp, được Napoléon Bonaparte lập ra vào năm 1807 và tồn tại cho đến năm 1813, nó được giao cho em trai út của Napoleon là Jérôme Bonaparte cai trị. Địa giới của vương quốc bao gồm lãnh thổ của Hessen và các vùng khác của nước Đức ngày nay và được đặt theo tên của vùng Westfalen, nhưng trên thực tế thì đây là một cách viết nhầm, vì vương quốc này có rất ít lãnh thổ chung với khu vực Westfalen; đúng hơn thì vương quốc chủ yếu nằm trên lãnh thổ trước đây là vùng Easphalia.
Hoàng đế Napoléon đã áp đặt hiến pháp hiện đại bằng văn bản đầu tiên ở Đức, một chính quyền trung ương kiểu Pháp, và cải cách nông nghiệp. Vương quốc đã giải phóng nông nô và cho mọi người quyền bình đẳng và quyền được xét xử bởi bồi thẩm đoàn. Năm 1808, Vương quốc này đã thông qua luật đầu tiên của Đức cấp cho người Do Thái quyền bình đẳng, do đó cung cấp một mô hình cải cách kiểu mẫu cho các nhà nước khác trên lãnh thổ Đức.
Đất nước này tương đối nghèo nhưng Napoléon yêu cầu thuế má nặng nề và những luật ép nhập ngũ phục vụ trong các binh đoàn của Đế chế Pháp. Rất ít binh sĩ của Westphalia hành quân đến Nga cùng với Napoléon năm 1812 có thể quay trở về quê hương, họ đã chết trên chiến trường hoặc trên đường hành quân. Vương quốc này bị phá sản vào năm 1812. Khi Napoléon rút lui trước những bước tiến của các đồng minh chống Pháp vào năm 1813, Vương quốc này đã bị quân Đồng minh đánh chiếm và (năm 1815) hầu hết các lãnh thổ của nó đã bị sáp nhập vào Vương quốc Phổ. Tuy nhiên, hầu hết các cải cách vẫn được giữ nguyên.

## Sự hình thành

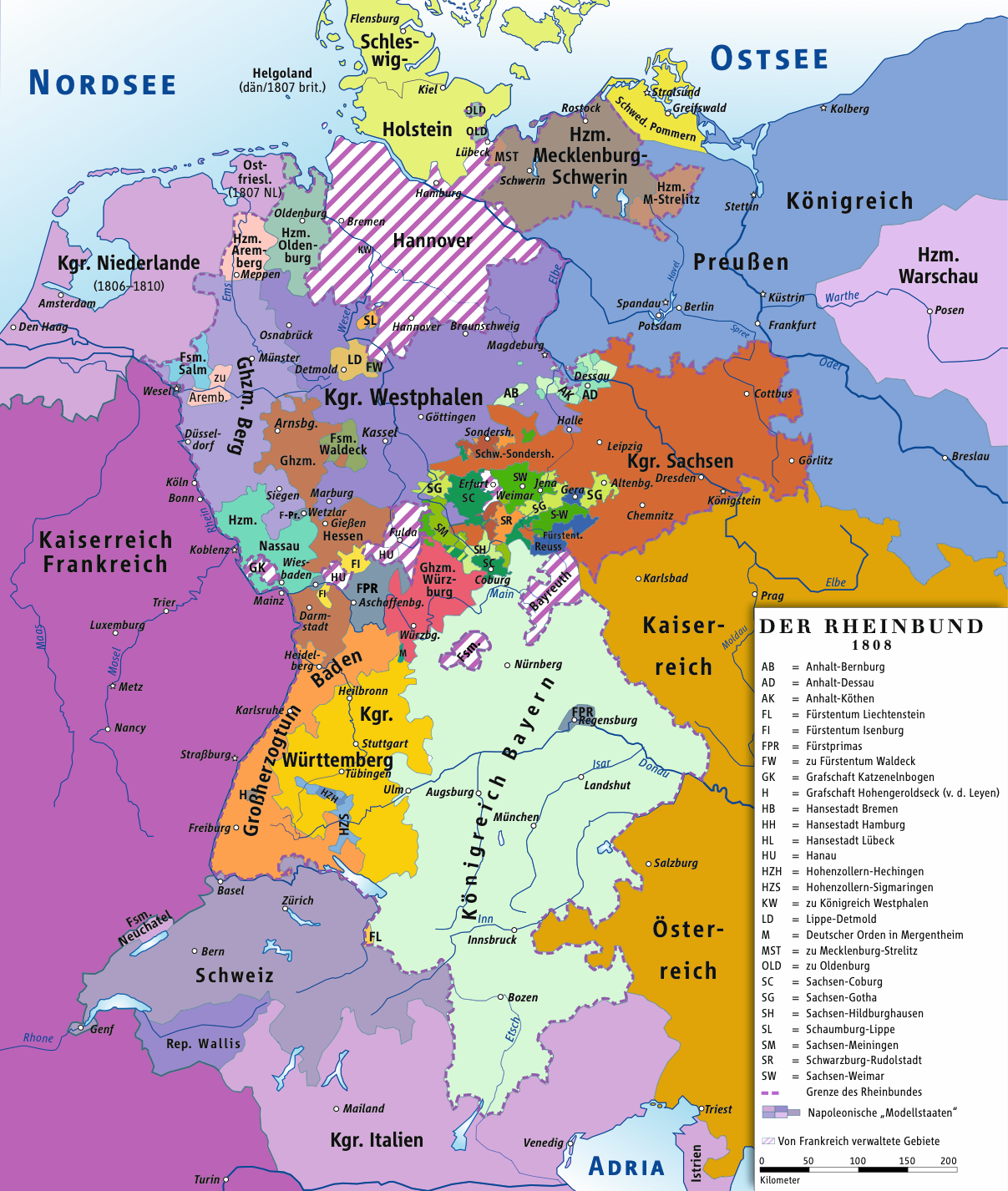
Vị trí của Vương quốc Westphalia trong Liên bang Rhein năm 1808

Vương quốc Westphalia được Hoàng đế Napoléon I của Đệ Nhất Đế chế Pháp thành lập vào năm 1807 bằng cách sáp nhập các lãnh thổ được Vương quốc Phổ nhượng lại trong Hòa ước Tilsit, trong số đó có Công quốc Magdeburg ở phía Tây sông Elbe, ngoài ra còn có các lãnh thổ Công quốc Brunswick-Lüneburg của Tuyển hầu xứ Hannover, Thân vương quốc Brunswick-Wolfenbüttel và Tuyển hầu xứ Hessen. Thủ đô được đặt tại Cassel của Hessen (cách viết hiện đại là Kassel) sau đó hoàn thành chức năng điều hành cho Westphalia, và nhà vua nắm triều đình tại cung điện Wilhelmshöhe, đổi tên thành Napoléonshöhe. Nhà nước này là thành viên của Liên bang Rhein.
Vì Westphalia được dự định là một "nhà nước kiểu mẫu" của Napoléon nên một hiến pháp đã được ban hành vào ngày 15 tháng 11 và được Vua Jérôme ban hành vào ngày 7 tháng 12 năm 1807, một ngày sau khi ông đến Cassel, biến Westphalia trở thành chế độ quân chủ đầu tiên ở Đức với phong cách hiện đại. Hiến pháp quy định mọi công dân nam đều có quyền bình đẳng. Thế là nông nô được giải phóng, người Do Thái được giải phóng, và chế độ nông nô bị bãi bỏ. Bộ luật Napoléon được ban hành, loại bỏ các phường hội và mang lại quyền lợi cho chủ nghĩa tư bản. Một Hệ mét về trọng lượng và thước đo đã được giới thiệu.
Các nhà tổ chức đã sử dụng thuật ngữ tiếng Pháp để chỉ định các lãnh thổ khu vực trong vương quốc: các tỉnh được đặt tên dựa trên tên của các dòng sông có trong lãnh thổ (Elbe, Saale, Weser, Fulda, Leine, Oker) và núi (Harz), bất kể tên truyền thống trước đây của nó là gì. Các tỉnh này thường bao gồm các vùng lãnh thổ được lấy từ một số nhà nước nhỏ. So với các tỉnh của Pháp, các tỉnh theo Hòa ước Westphalia tương đối nhỏ và dân cư thưa thớt.
Trong khi các đơn vị hành chính (các tỉnh, quận và tổng) chắc chắn ít bất bình đẳng hơn so với các đơn vị phân chia lãnh thổ trước đây, tính đồng nhất dường như không phải là yếu tố quyết định trong việc hình thành các đơn vị này. Mong muốn thoát khỏi quá khứ, và không chỉ muốn thoát khỏi sự phân chia lãnh thổ ngẫu nhiên của các thái ấp trước đây, đã ảnh hưởng đặc biệt đến sự phân bổ các tổng.[2] Cũng như trước cuộc chinh phục, quyền tự do ngôn luận vẫn bị hạn chế và cơ chế kiểm duyệt được thiết lập. Vào tháng 12 năm 1810, các tỉnh ven biển và phía bắc tỉnh North (thủ đô: Stade) và Lower Elbe (thủ đô: Lüneburg) được nhượng lại cho Đế quốc Pháp.

## Lãnh thổ

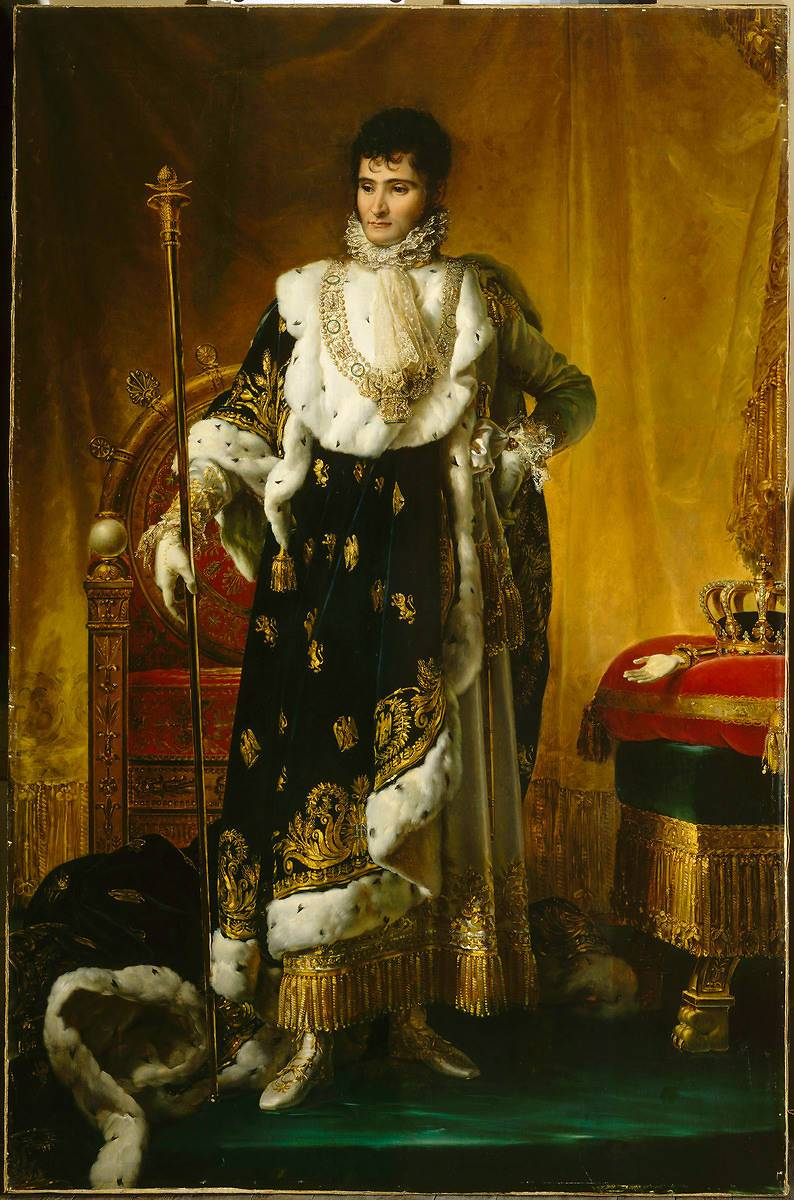
Jérôme Bonaparte, em trai của Hoàng đế Napoleon đã được đưa lên ngai vàng, trị vì Vương quốc Westphalia với Vương hiệu Hieronymous Napoleon I

Theo sắc lệnh của hoàng gia ngày 18 tháng 8 năm 1807, vương quốc bao gồm các vùng lãnh thổ sau:
1. Thân vương quốc Brunswick-Wolfenbüttel (Fürstentum Braunschweig-Wolfenbüttel);
2. Một phần của Vielle-Marche de Brandebourg (Altmark) nằm ở tả ngạn sông Elbe;
3. Một phần của Công quốc Magdeburg (Herzogtum Magdeburg) nằm ở tả ngạn sông Elbe;
4. Thành bang tự do Halle
5. Thân vương quốc Hildesheim (Fürstentum Hildesheim);
6. Thành phố Goslar (Stadt Goslar);
7. Thân vương quốc Halberstadt (Fürstentum Halberstadt);
8. Hohenstein;
9. Thân vương quốc Quedlinburg (Fürstentum Quedlinburg);
10. Bá quốc Mansfeld (Grafschaft Mansfeld);
11. Eichsfeld, với Trefurth;
12. Thành phố Mühlhausen (Stadt Mühlhausen);
13. Thành phố Nordhausen (Stadt Nordhausen);
14. Bá quốc Stolberg (Grafschaft Stolberg);
15. Tuyển hầu xứ Hesse-Cassel (Kurfürstentum Hessen hay Kurhessen), với Schaumbourg, không bao gồm Hanau, Schmalkalden và Catzenellnbogen của sông Rhine;
16. Göttingen và Grubenhagen, với các khu vực bao quanh Hohenstrein và Elbingerode;
17. Thân vương quốc Osnabrück (Fürstentum Osnabrück);
18. Thân vương quốc Paderborn (Fürstentum hoặc Erbfürstentum Paderborn);
19. Thân vương quốc Minden (Fürstentum Minden);
20. Bá quốc Ravensberg (Grafschaft Ravensberg);
21. Bá quốc Rietberg (Grafschaft Rietberg) hoặc Rietberg-Kaunitz.

## Tổ chức hành chính
Napoléon đã soạn thảo một hiến pháp quy định các nguyên tắc tổ chức vương quốc, theo mô hình của Pháp. Do đó, 29 lãnh thổ và thành phố lịch sử cổ xưa thuộc về các Thân vương bị phế truất hoặc bị sáp nhập đã được tổ chức thành các tỉnh, huyện, tổng và xã. Các đơn vị lãnh thổ mới - các tỉnh, huyện và tổng - đã tách khỏi các lãnh thổ cũ và chia lại.
| Con số | Tên        | Tỉnh lỵ       | Thời gian tồn tại | Dân số (1807) |
| ------ | ---------- | ------------- | ----------------- | ------------- |
| 1      | Tỉnh Elbe  | Magdeburg     | 1807–1813/14      | 252.507       |
| 2      | Tỉnh Fulde | Kassel        | 1807–1813/14      | 254.845       |
| 3      | Tỉnh Harz  | Heiligenstadt | 1807–1813/14      | 202.891       |
| 4      | Tỉnh Leine | Gœttingue     | 1807–1813/14      | 144.350       |
| 5      | Tỉnh Ocker | Brunswick     | 1807–1813/14      | 270.486       |
| 6      | Tỉnh Saale | Halberstadt   | 1807–1813/14      | 240.195       |
| 7      | Tỉnh Werra | Marbourg      | 1807–1813/14      | 255.237       |
| 8      | Tỉnh Weser | Osnabrück     | 1807–1810         | 330.213       |
|        | Tỉnh Aller | Hannover      | 1810–1813/14      |               |

So với các lãnh thổ nói tiếng Đức khác được tổ chức theo phong cách Pháp, chẳng hạn như các tỉnh ở tả ngạn sông Rhine, các tỉnh Hanseatic hay Đại công quốc Berg, các Tuyển hầu theo Hòa ước Westphalia tương đối nhỏ. Các đô thị theo Hòa ước Westphalia được tạo thành từ một hoặc nhiều làng, nhưng thường tôn trọng khuôn khổ làng hơn khuôn khổ của các tỉnh Hanseatic hoặc Đại công quốc Berg. Vào cuối năm 1808, chính phủ bổ nhiệm Thị trưởng ở các Tổng chịu trách nhiệm giám sát các xã trưởng, điều này không được hiến pháp quy định.

## Lòng dân đối với thể chế chính trị mới
Năm 1811, Vua Jérôme đã viết một bức thư cho anh trai mình là Hoàng đế Napoleon chia sẻ về tình trạng dư luận ở Westphalia, vị vua trẻ cho là dân chung đang rất thù địch. Trên thực tế, sự chấp nhận nhà nước mới và những cải cách có sự đồng thuận với tỷ lệ khác nhau ở các vùng và các nhóm xã hội. Trong khi sự thù địch diễn ra rất nghiêm trọng ở các lãnh thổ thuộc Hessen cũ, còn phần lớn dân chúng còn lại dường như đã chấp nhận chế độ mới cho đến khi Đế chế Pháp và Napoleon I thất bại.
Một đội quân từ vương quốc đã tham gia vào Các chiến dịch của Napoleon ở Nga vào năm 1812. Vua Jerome, bị hoàng đế khiển trách vì thành tích kém cỏi trong trận Smolensk (1812), nhà vua đã quay trở lại Westphalia và từ bỏ quyền chỉ huy của mình. Trong phần còn lại của chiến dịch, quân của ông gần như bị tiêu diệt: trong số 25.000 binh sĩ vàBản mẫu:Nombre 800 sĩ quan được gửi từ Vương quốc Westphalia, chỉ còn 600 binh sĩ và 18 sĩ quan sống sót trở về, 600 người khác đã đầu hàng quân Nga. Vào tháng 1 năm 1813, các cuộc nổi dậy chống lại chế độ tòng quân nổ ra ở Düsseldorf và Hanau. Tuy nhiên, Jérôme đã huy động được 27.000 quân cho chiến dịch năm 1813, một trong những tỷ lệ huy động cao nhất ở châu Âu vào thời điểm đó, và quân Westphalia đã chiến đấu kiên cường bên phía Pháp cho đến cuối chiến dịch.

## Người Do Thái
Theo gương người Pháp, các giáo đoàn Do Thái được tổ chức lại và một Công nghị (Công nghị Hoàng gia Westphalia của người Israel) giám sát họ được thành lập. Cựu thương gia ở Thân vương quốc Brunswick-Wolfenbüttel và nhà văn, Israel Jacobson, đã trở thành chủ tịch hội đồng đầu tiên, với sự hỗ trợ của một ban giám đốc. Jacobson đã cố gắng hết sức để tạo ra ảnh hưởng cải cách đối với các giáo đoàn khác nhau trong nước. Ông đã mở một nhà cầu nguyện ở Cassel, với một nghi lễ tương tự như nghi lễ được giới thiệu ở Seesen. Chính Sắc lệnh décret infâme Hoàng đế Napoléon một lần nữa hạn chế quyền của nhiều người Do Thái ở Pháp, đã không được áp dụng ở Westphalia.

## Cuộc chiến với người Nga
Một gánh nặng đáng kể đối với vương quốc là yêu cầu cung cấp quân đội và hỗ trợ tài chính cho các cuộc chiến tranh của Napoléon. Một số lượng lớn quân Westphalia đã chiến đấu trong Các chiến dịch ở Đế chế Nga năm 1812; Lực lượng Vệ binh Westphalia đã anh dũng tấn công Raevski Redoubt trong Trận Borodino nhưng không thành công.
Vào tháng 9 năm 1813, quân Nga bao vây Cassel, đánh bại hoàn toàn quân Pháp và chiếm thành phố. Đến ngày 1 tháng 10, họ đã chinh phục toàn bộ Vương quốc, nhưng ba ngày sau, Vua Jérôme quay trở lại cùng lính Pháp và chiếm lại được Cassel. Tuyển hầu xứ Hessen-Kassel đến ngay sau đó và quân Nga lại bao vây thành phố. Sau khi Pháp thua Trận Leipzig vào ngày 19 tháng 10 năm 1813, người Nga đã giải tán Vương quốc và khôi phục lại các lãnh thổ theo hiện trạng năm 1806, ngoại trừ Bá quốc Rietberg và Stolberg-Wernigerode đã xáp nhập vào Phổ.

## Quốc huy

Quốc huy của Vương quốc Westphalia

Các biểu tượng trong tấm khiên ở trung tâm quốc huy phản ánh các lãnh thổ hợp nhất. 
- Con ngựa bạc của Westphalia.
- Con sư tử của Hessen nằm trên những con sử tử đại diện cho các Bá quốc Dietz, Nidda, Ziegenhain và Katzenelnbogen.
- Con sư tử thứ ba được thiết kế mới, dùng biểu thị cho các vùng lãnh thổ không được chỉ định xung quanh Magdeburg.
- Con sư tử thứ tư biểu thị cho các lãnh thổ Brunswick, Diepholz, Lüneburg và Lauterburg.

Xung quanh tấm khiên là Huân chương Vương miện Westphalia và Huân chương Légion d'honneur của Đế chế Pháp. Phía trên là ngôi sao của Napoléon. Điển hình của những mẫu thiết kế huy hiệu thời Napoléon là 2 vương trượng bắt chéo.